# ラムトップ
ラムトップ(Rumtopf)は、オーストリア、ドイツ、デンマークのデザートで、数種類の果実とアルコールから作られ、伝統的にクリスマスごろに食べられる。北イタリアの、特にトレント自治県の渓谷でも作られており、ヴァルスガーナの伝統となっている。
様々な種類の果実と強いラム酒（オーストリアのシュトローなど）、砂糖の混合物を大きな炻器のポット（ラムポット）に詰める。このポット自体、ラムトップを作る専用で作られていることも多く、かなり精巧な装飾を施したものもある。
果実が非常に柔らかく、完全にラム酒が染み込むまで、このまま数か月熟成させる。適した果実には、ベリー類、サクランボ、スモモ、アンズなどがあるが、全ての果実がラムトップに適している訳ではない。用いるラム酒は、100-110プルーフ（アルコール度数50-55%）である必要があり、市販の151または160プルーフのラムと、より一般的な80プルーフのラムをブレンドすることで調製可能できる。
伝統的に、春に冷たく暗い場所にポットを設置し、季節ごとに旬の熟した果実を追加しながら作る。熟成の後、冬に食べるまで保存する。
伝統的に、コンポートとして食べられたり、パンケーキ、ワッフル、ブラートアプフェル（焼きリンゴ）やアイスクリームのトッピングとして食べる。かつては家庭でかなり良く作られていたが、時間や手間がかかるために21世紀になるとあまり作られなくなった。ドイツのテレビ番組に登場した料理人であるクレメンス・ウィルメンロッドにより人気になった料理の一つである。